# Passo del Ginestro
Der Passo del Ginestro (Ginsterpass) verbindet die norditalienischen Provinzen Imperia und Savona. Er ist 5 km von Testico, 11 km von Casanova Lerrone (beide Provinz Savona) und 3 km von Cesio (Provinz Imperia) entfernt. Der Pass liegt auf 677 m s.l.m. im ligurischen Apennin.
Der Pass verbindet das obere Imperotal mit dem Merulatal und dem Lerronetal.

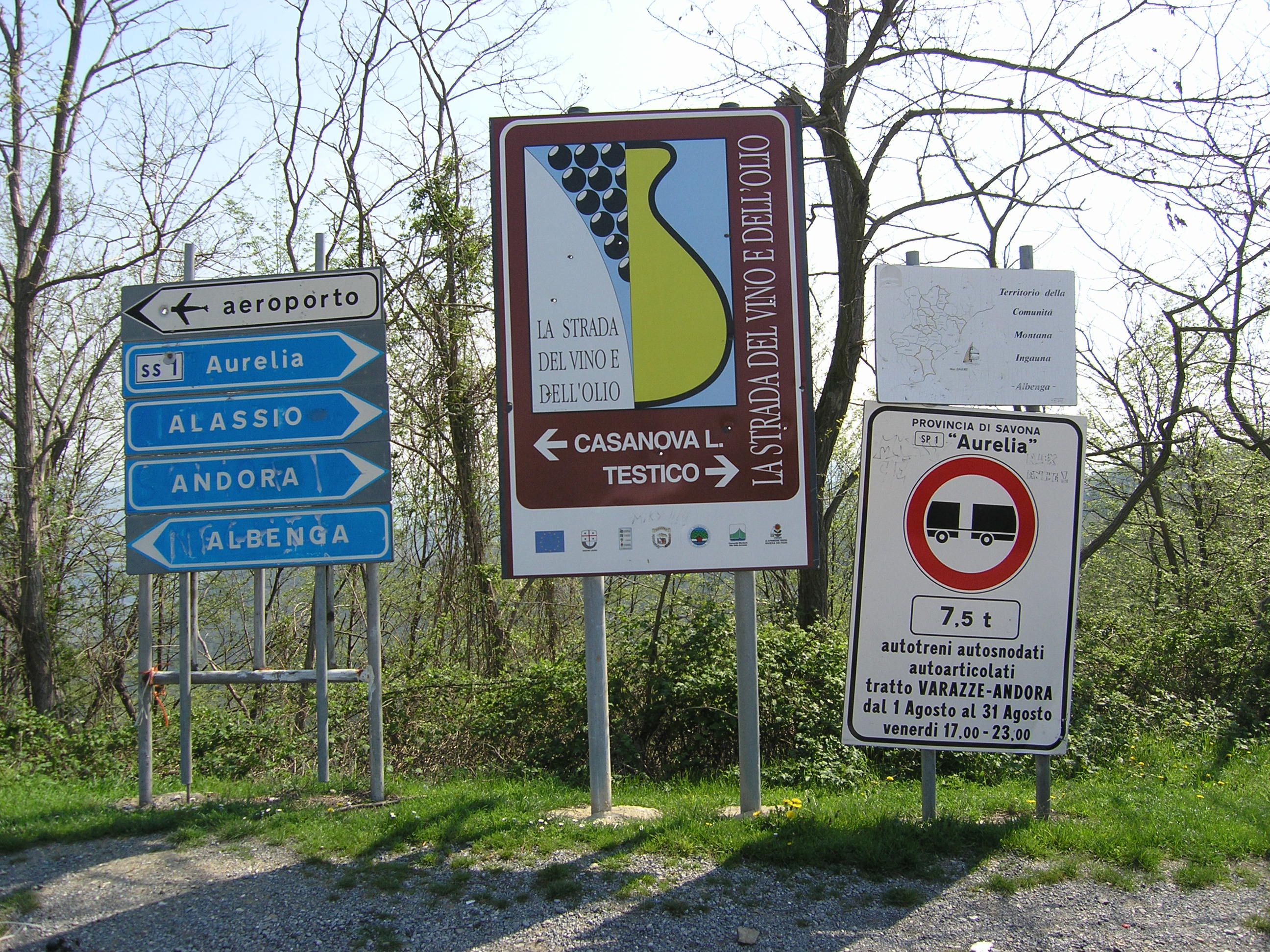
Beschilderung am Passo del Ginestro